# عايده بيجيتش
عايده بيجيتش (و. 1976  م) هي مخرجة أفلام، وكاتبة سيناريو بوسنية، ولدت في سراييفو.

## وصلات خارجية
- عايده بيجيتش على موقع IMDb (الإنجليزية)
- عايده بيجيتش على موقع قاعدة بيانات الأفلام العربية
- عايده بيجيتش على موقع ألو سيني (الفرنسية)
- عايده بيجيتش على موقع أول موفي (الإنجليزية)
- عايده بيجيتش على موقع قاعدة بيانات الأفلام السويدية (السويدية)
- عايده بيجيتش على موقع قاعدة بيانات الفيلم (الإنجليزية)
- عايده بيجيتش على موقع كينوبويسك (الروسية)